# Парк сунца у Источном Новом Сарајеву
Парк Сунца је парк који се налази у општини Источно Ново Сарајево, град Источно Сарајево. Налази се између улица Стефана Немање и Карађорђеве. 

## Историјат
Парк Сунца је постојао и прије рата, као парк који су претежно користили војници, јер се налазио у непосредној близини двије војне касарне, касарне "Слободан Принцип Сељо" и касарне "Славиша Вајнер Чича". Интензивније уређење парка почело је након потписивања Дејтона и конституисања посљератне опшптине Српско Ново Сарајево.